# Vostok 2
Vostok 2 (Russisch: Восток-2, "Oosten 2" of "Oriënt 2") was de tweede bemande ruimtevlucht in het kader van het Russische Vostokprogramma en had tot doel de effecten van een langere periode van gewichtloosheid op het menselijk lichaam te bestuderen. Daarom vloog Vostok 2, met aan boord kosmonaut German Titov, in ruim 25 uur bijna 18 keer rond de aarde.

## Missiebeschrijving
Titov kreeg tijdens deze vlucht last van ruimteziekte, maar afgezien daarvan was de vlucht vrijwel vlekkeloos. Door een defect verwarmingselement daalde de temperatuur in de cabine tot ongeveer 6° Celsius. Net als bij de voorgaande vlucht van Vostok 1 verliep de scheiding van daalcabine en service-module niet helemaal goed waardoor de daalcabine bij de terugkeer in de atmosfeer wild begon te tollen. Na enige tijd brandde de kabelbundel tussen beide componenten van het ruimtevaartuig door als gevolg van de wrijving met de atmosfeer. De rest van de afdaling naar het aardoppervlak verliep daarna zonder verdere problemen.
Vlak voor het einde van de vlucht werd Titov op een hoogte van circa 7 kilometer, geheel volgens plan, met een schietstoel uit de daalcabine geschoten en landde hij aan een parachute veilig op aarde.

### Ruimteziekte
Tijdens de zesde omloopbaan probeerde Titov een maaltijd te nuttigen, maar hij moest prompt overgeven. Hij kreeg last van duizelingen en bleef zich misselijk voelen, ook nadat hij ruim 8 uur had geslapen. Pas vanaf de twaalfde omloopbaan begon hij zich weer beter te voelen. Soortgelijke verschijnselen werden op latere ruimtevluchten ervaren door astronauten en kosmonauten en worden toegeschreven aan het feit dat het menselijk evenwichtsorgaan moeite heeft zich aan te passen aan de situatie van gewichtloosheid. Dit werd bekend als de ruimteziekte.

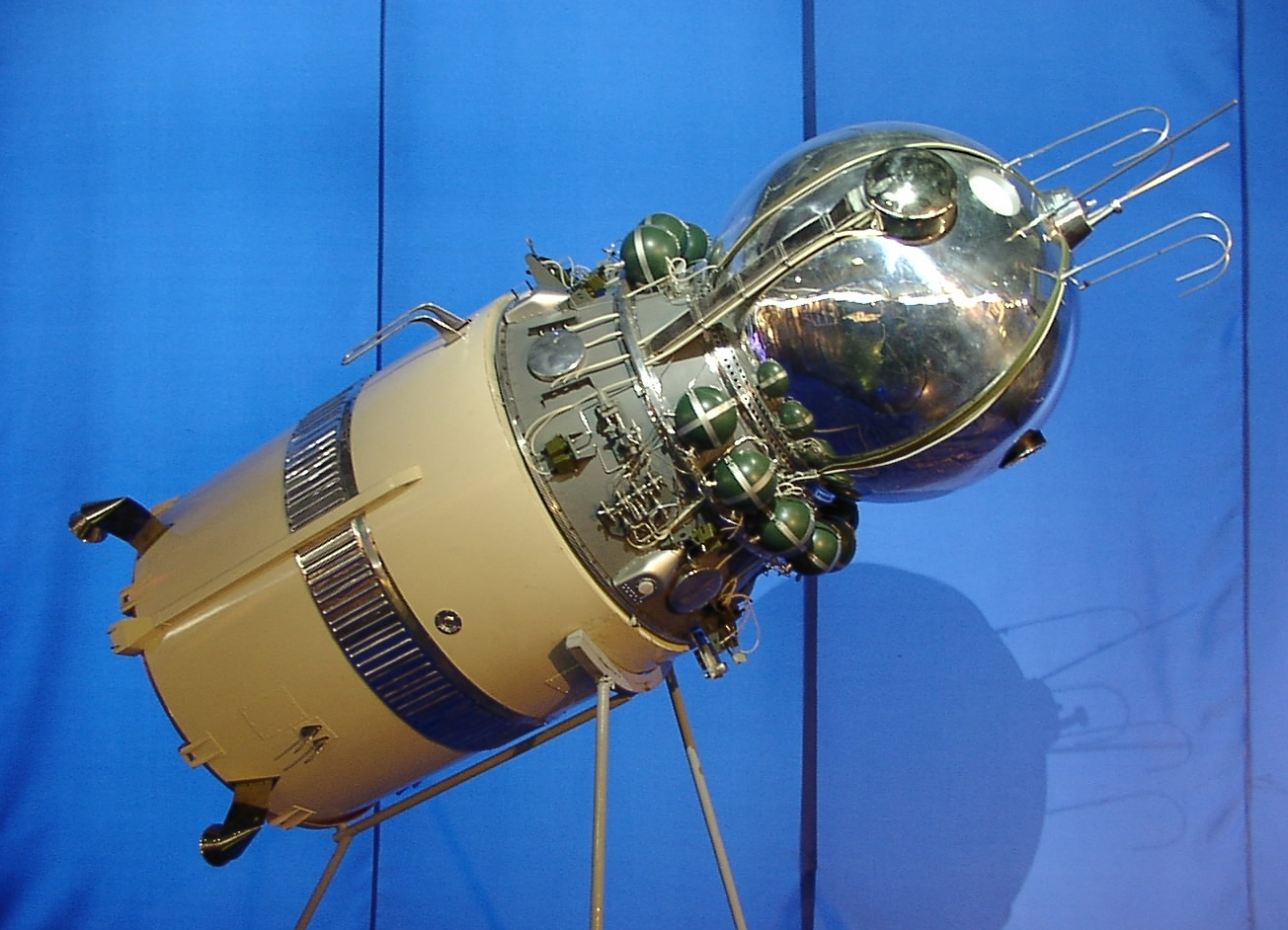
Model van het Vostok ruimtevaartuig. De kosmonaut bevindt zich in de bolvormige daalcabine die zich voor de terugkeer in de atmosfeer moet losmaken van de service-module.